# Oskar Rohr
Oskar Kurt „Ossi“ Rohr (* 24. April 1912 in Mannheim; † 8. November 1988 in Mannheim) war ein deutscher Fußballspieler. Der vierfache Nationalspieler war einer der ersten deutschen Auslandsprofis. Ursprünglich vom VfR Mannheim gewann er in den 1930er Jahren die deutsche Meisterschaft mit dem FC Bayern und den Schweizer Cup mit dem Grasshopper Club Zürich. Mit Racing Straßburg, wo er als der erfolgreichste Torschütze der Vereinsgeschichte geführt wird, wurde er im selben Jahrzehnt Vizemeister und Pokalfinalist. Nach dem Zweiten Weltkrieg, wo er zeitweise in der französischen Fremdenlegion diente und für Deutschland spionierte, spielte er noch einige Zeit in der Oberliga Süd und arbeitete zudem als Spielertrainer.

## Beginn und steiler Aufstieg
In Mannheim ist Ossi Rohr als letztes von sechs Kindern in einer Gastwirts-Familie geboren und aufgewachsen. Seine vier älteren Brüder Philipp, Karl, Heinrich und Otto spielten beim FC Phönix 02 Mannheim Fußball. Schwester Paula war beim VfR Mannheim Handballerin. Philipp „Fips“ Rohr, Sohn von Philipp und Neffe von Ossi, wurde auch erfolgreicher Fußballspieler und -trainer. Mit dem VfR Mannheim wurde er badischer Meister, als Trainer führte er den VfR und später den VfL Neckarau zu Erfolgen. Später standen sogar einmal gleichzeitig fünf Söhne von „Fips“ in der von ihm trainierten Amateurligamannschaft Neckaraus. Am bekanntesten davon wurde Gernot Rohr, der Großneffe Ossis. Er brachte es zum Jugendnationalspieler und Amateurnationalspieler in Deutschland und war auch einmal bei Bayern München unter Vertrag. Gernot war auch Trainer von der Mannschaft von Girondins Bordeaux um Zinedine Zidane die in den 1990er Jahren im UEFA-Pokal-Finale dem FC Bayern unterlag. Später trainierte er diverse afrikanische Ländermannschaften.
Ossi Rohr begann bei Phönix Mannheim mit dem Fußballspielen und setzte es in der Jugendabteilung des VfR Mannheim fort. Talent und Torinstinkt zeichneten ihn bereits als jungen Spieler aus. Diese Eigenschaften auf einer größeren Bühne präsentieren zu wollen, veranlassten ihn 1930 zum FC Bayern München zu wechseln. In seiner Premierensaison für die Bayern verpasste er mit ihnen als Dritter der süddeutschen Meisterschaft zwar knapp die Endrundenteilnahme um die deutsche Meisterschaft, doch in der Saison 1931/32, als Zweiter der süddeutschen Meisterschaft, qualifizierte er sich mit der Mannschaft für die Endrunde um die deutsche Meisterschaft 1931/32. Nachdem er sich mit der Mannschaft gegen Minerva 93 Berlin, den PSV Chemnitz und den 1. FC Nürnberg hatte durchsetzen können, zog er mit ihr am 12. Juni 1932 ins Finale ein, das in Nürnberg mit 2:0 gegen Eintracht Frankfurt gewonnen wurde, wo er per Elfmeter das 1:0 erzielte. Im Jahr danach spielten die Bayern aber selbst in Süddeutschland nur eine mittelmäßige Rolle. Insgesamt erzielte Rohr bis zu seinem letzten Spiel für Bayern am 1. Oktober 1933 gegen die SpVgg Fürth 90 Tore in 84 Spielen.
Rohr bestritt bis März 1933 vier Länderspiele und debütierte am 6. März 1932 in Leipzig beim 2:0-Sieg über die Auswahl der Schweiz. Sein zweites Länderspiel am 25. September 1932 in Nürnberg, beim 4:3-Sieg über die Auswahl Schwedens, krönte er mit seinen ersten beiden Toren, dem Treffer zum 1:0 in der 10. und dem Treffer zum 4:2 in der 64. Minute. Bei der 1:3-Niederlage am Neujahrstag in Bologna gegen die Auswahl Italiens erzielte er die 1:0-Führung in der 4. Minute. Zwei Tore gelangen ihm auch in seinem letzten Länderspiel, beim 3:3-Unentschieden in Berlin gegen die Auswahl Frankreichs. Er erzielte fünf Treffer in vier Länderspielen.
Den Gauauswahlwettbewerb um den Adolf-Hitler-Pokal 1933 gewann er mit der Auswahl Bayern am 6. August 1933 in München, mit 6:1 im Wiederholungsspiel gegen die Gauauswahl Berlin-Brandenburg (mit Spielern wie Appel, Emmerich, Brunke, Sobeck und Kirsei). Er erzielte dabei zwei Tore. Die weiteren Tore für Bayern erzielten Bergmaier, Krumm, Lachner und Frank.

## 1933–1934: Grasshopper Club Zürich
Der deutsche, dem Amateurismus verbundene Verband verfügte eine strenge Limitierung von Aufwandsentschädigungen für Fußballer. Rohr missfiel das, da er hiermit auf sein Monatsgehalt als Mechaniker von 180 Mark limitiert wurde. Da traf es sich gut, dass der vom Mäzenatentum seines Präsidenten Willy Escher, dem Mehrheitsaktionär von Nestlé, begünstigte Grasshopper Club Zürich ein Angebot mit einem Gehalt von etwa 500 Mark unterbreitete. Da der Deutsche Fußball-Bund damals grundsätzlich keine Freigabe erteilte, wenn kein besonderer Grund, wie etwa ein beruflich bedingter Umzug vorlag, berichtete Rohr daher, dass er sich mit einer jungen Dame in Zürich verlobt hatte und fürderhin im Geschäft derer Familie arbeiten würde. Das funktionierte und Rohr traf im Oktober 1933 in Zürich ein. Sogleich schritten nun aber die Schweizer Behörden ein, die nunmehr annahmen, dass Rohr ohne Arbeitsbewilligung in der Schweiz beruflich tätig werden wolle und sprachen umgehend einen Landesverweis aus. Einstweilen ließ sich Rohr daraufhin in elsässischen Straßburg nieder.
Es dauerte einige Zeit, bis Rohrs Behördenangelegenheiten in der Schweiz geregelt werden konnten. Daher kam er erst im März 1934 in einem Freundschaftsspiel zu seinem ersten Einsatz für die Grasshoppers; bei einem 9:1 gegen den Freiburger FC erzielte er auch sein erstes Tor für die Schweizer. Sein erstes Pflichtspiel war am 2. April bereits das Finale um den Schweizer Cup 1933/34. Mit den von Izidor „Dori“ Kürschner trainierten Grasshoppers gewann er an der Seite des spielstarken deutschen Mittelläufers Fritz Engel und des Schweizer Stars André „Trello“ Abegglen im Berner Wankdorfstadion mit 2:0 gegen die vom österreichischen Spielertrainer Karl Rappan angeführte Mannschaft des Genfer Servette FC. Er kam noch in allen verbliebenen elf Meisterschaftsspielen zum Einsatz und erzielte dabei elf Tore. Die Grasshoppers beendeten die Meisterschaft 1933/34 mit drei Punkten Rückstand auf Servette als Vizemeister. Er kam nur noch im August im ersten Ligaspiel der Runde 1934/35 zu einem Einsatz, denn die Schweiz schaffte ihn wieder aus, diesmal wegen inkorrekter Angaben in seiner Steuererklärung.

## 1934–1939: Racing Straßburg
Er kehrte nach Straßburg zurück, wo er Anfang Oktober 1934 vom Erstligaaufsteiger Racing Straßburg unter Vertrag genommen wurde. Anlässlich seiner Vertragsunterzeichnung erhielt er quasi als Handgeld ein Citroën-Cabriolet. Sein Gehalt soll zwischen 4.000 und 4.500 Reichsmark im Jahr erreicht haben, was in etwa dem Einkommen eines Regierungsrats im Reichsdienst entsprach.

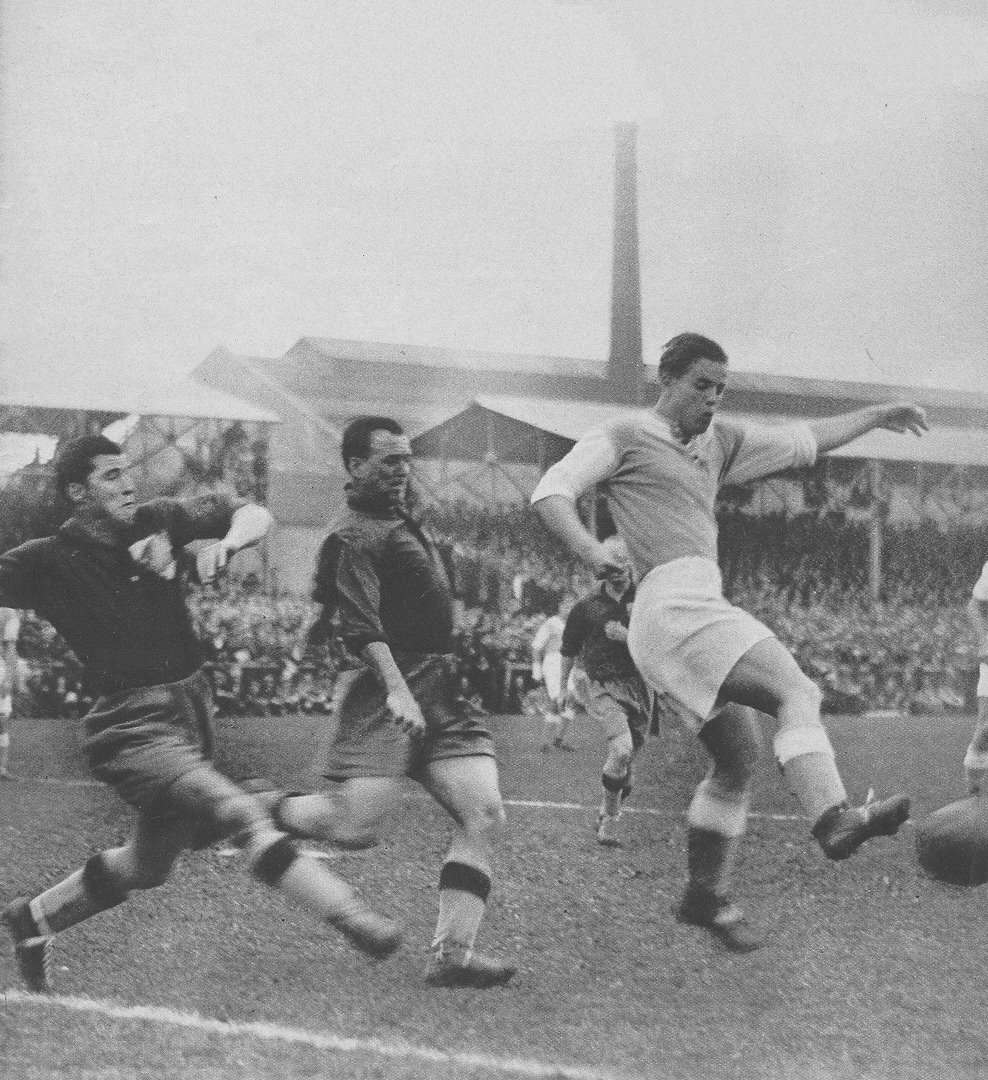
Saison 1934/35: Sochaux-Straßburg 2:3 – Albert Gougain und Conrado Ross verteidigen gegen Rohr

Rohr führte sich am achten Spieltag mit vier Vorlagen und einem Tor bei einem 6:1-Sieg gegen den FC Antibes erfolgreich ein. Die Saison 1934/35 begann hervorragend für die vom Österreicher Fritz Kerr trainierten Elsässer, die am dritten Spieltag erstmals die Tabellenspitze erklommen und auch nach der ersten Saisonhälfte vorne lagen. Am Ende musste sich der RC Straßburg mit einem Punkt hinter der Spitzenmannschaft jener Ära, dem von der Automobilfirma Peugeot gesponserten FC Sochaux, mit Platz zwei begnügen. Das sollte bis zur Meisterschaft 1979 die beste Platzierung der Straßburger bleiben. Rohr erzielte in seiner ersten Saison in der Division 1 in 22 Spielen 20 Tore.
Im November 1934 besuchte Rohr Bayerns Heimspiel gegen Augsburg, worüber die Zeitschrift Fußball berichtete, dass er sich „samt Braut und Hund eine interne Tribünenovation holte. […] Er ist nur zu Besuch in München, da er für französische Cup-Spiele noch nicht frei ist.“
Im Juni 1935 fand er sich mit RCS zu einem Freundschaftsspiel am 23. bei den Bayern ein. Bei regnerischem Wetter sahen 8.500 Zuseher ein 4:4. Der Völkische Beobachter, der Rohr schon vor dem Spiel „überschwänglich“ gelobt und seine Profierfahrung hervorgehoben hatte, titelte seinen Spielbericht mit „Rohr begeistert 8.000 Zuschauer“. Unter dem Zwischentitel „Rohr ist Klasse!“ beschrieb die Zeitung, wie Rohr, trotz Ludwig „Lutte“ Goldbrunners Manndeckung seine Mitspieler elegant in Szene setzte. Le sport alsacien berichtete, Rohr, der schon einige Tage vor dem Spiel in München eingetroffen war und dabei mit Funktionären von Racing und Bayern diverse Wirtshäuser und dabei auch eine Vorstellung mit Weiß Ferdl besucht hatte, bei der auch Heidkamp und Goldbrunner dabei waren, sei nicht wie befürchtet, ausgepfiffen worden, sondern habe sich „einer geradezu anhaltenden Ovation“ erfreut.
In Frankreich stand die Saison 1935/36 ganz im Zeichen von Racing Paris, das Pokal und Meisterschaft gewann. Straßburg, nun mit dem vormaligen österreichischen Wunderteamspieler Josef „Pepi“ Blum auf der Trainerbank, wurde Dritter. Rohr stieg aber in der Torschützenliste von Platz acht auf Platz zwei auf. In 28 Punktspielen erzielte er ebenso viele Tore; nur der schweizerisch-französische Stürmer Roger Courtois von Sochaux erzielt mehr: 34. Am Neujahrstag 1936 gastierte der FC Bayern bei Racing Straßburg und gewann 4:2. Rohr war dabei übereifrig, lief sich oft in der Bayern-Abwehr fest und war ansonsten bei seinem Gegenspieler Goldbrunner gut aufgehoben.
In der Saison 1936/37 lag Straßburg nach der Hinrunde auf Platz eins, am Ende reichte es jedoch nur zu Platz 6 in der Liga. Ossi Rohr wurde aber mit 30 Treffern in 29 Partien Torschützenkönig vor Mario Zatelli vom Meister Olympique Marseille, der 28 Mal getroffen hatte. Im nationalen Pokalwettbewerb zog Straßburg ins Finale ein, auch dank Ossi Rohr, der beim 3:1-Halbfinalerfolg über den FC Rouen alle Treffer seiner Mannschaft erzielte. Im Finale gegen den FC Sochaux brachte Rohr Straßburg nach einer halben Stunde in Führung, doch ein Treffer drei Minuten vor Spielende sicherte Sochaux einen 2:1-Sieg und damit die Trophäe.

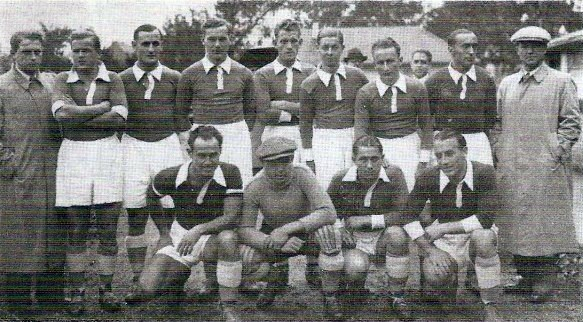
RC Straßburg 1936–1937, mit Rohr (stehend, 2.v.l)

1937/38 verbesserte sich der RC Straßburg in der Liga leicht auf Platz fünf. Im Pokal kam das Aus bereits im Sechzehntelfinale. Rohr kam mit 25 Toren in 30 Spielen in der Torschützenliste nurmehr auf Platz zwei hinter Nationalspieler Jean Nicolas von Rouen, der ein Tor mehr geschossen hatte. In der letzten Saison vor dem Krieg fiel die alternde Mannschaft des auch finanziell kränkelnden Straßburger Vereins unter dem neuen Trainer Karl „Charles“ Rumbold, erneut ein Österreicher, auf Platz zehn ab. Meister wurde der FC Sète von der Mittelmeerküste. Der mittlerweile 27-jährige Rohr kam in 27 Spielen nurmehr auf 15 Treffer, was ihm Platz neun in der Torschützenliste einbrachte.
Rohr bis heute mit 118 Erstligatoren Racings erfolgreichster Stürmer vor Gérard Hausser, Mitglied der Pokalsiegermannschaft von 1966, der auch seine Saison beim Karlsruher SC spielte, der zwischen 1959 und 1974 auf 73 Tore in 223 Partien kam, und Albert Gemmrich, Mitglied der Meistermannschaft von 1979, der zwischen 1973 und 1984 in 229 Erstligaspielen 70 Mal traf.
Rohr hat in seiner Zeit bei Racing Straßburg auch zwölf Spiele für die Elsass-Auswahl bestritten. Darunter war eine 3:4-Niederlage in Straßburg im Februar 1938 gegen eine Auswahl Baden/Württemberg wo er alle drei Tore für die Elsässer besorgte.
1935 machte er auch erste Erfahrungen als Trainer, als er beim in der Elsässer Liga spielenden Verein Kronembourg tätig war.

## Kriegsjahre und später
Anfang September 1939 wurde Straßburg in Erwartung eines Angriffes der deutschen Wehrmacht geräumt und Racing ließ sich einstweilen im Périgord nieder, wo die Mannschaft gegen die örtlichen Vereine um die Meisterschaft des Département Dordogne spielte und ungeschlagen den Titel von 1939/40 gewann. Trainer Rumbold wurde von den Zeitungen dafür gepriesen, dass er aus dem Nachwuchs heraus geeigneten Ersatz für Rohr an die Mannschaft heranzuführen vermochte. Denn der stand zumindest für die entscheidende Phase dieser Meisterschaft nicht mehr zur Verfügung, da er sich ab Februar 1940 freiwillig der französischen Fremdenlegion angeschlossen hatte. Über eine tatsächliche Teilnahme an Kampfhandlungen wird nichts berichtet, was wohl auch damit zu tun haben könnte, dass Frankreich bald darauf de facto kapitulierte. Im September 1940 wurde vermeldet, dass Rohr sonntags regelmäßig neben einigen weiteren Spielern aus dem Elsass für die Mannschaft von Périgueux, auch in der Dordogne, antrat.
Im Oktober 1940 schloss sich Oskar Rohr dem südfranzösischen FC Sète in der nicht besetzten Zone an, für den er wahrscheinlich Anfang Februar 1941 bei einer 1:2-Heimniederlage im Pokal-Viertelfinale gegen den Toulouse FC das letzte Mal antrat.
In dieser Phase traf Rohr wieder auf Karl Rumbold, der mittellos geworden war und sich seither für Deutschland in der unbesetzten Zone geheimdienstlich betätigte. Ihm gegenüber bekundete Rohr sein Bedauern, sich der Fremdenlegion angeschlossen zu haben. Rumbold rekrutierte Rohr in Folge für die deutschen Geheimdienste.
Über die nachfolgenden Ereignisse ist man weitgehend auf oft vage und widersprüchliche Angaben von Ossi Rohr selbst bzw. das, was er Fips Rohr und Gernot Rohr anvertraut haben soll, angewiesen. Rohr soll, möglicherweise erst im November 1942 von den örtlichen Behörden festgenommen worden sein. Es wird oft angegeben, dass dies aufgrund antifranzösischer oder kommunistischer Umtriebe geschehen sein soll. Er soll danach zu drei Monaten Haft verurteilt worden sein, sei aber schon bald an Deutschland ausgeliefert worden. Am 20. Oktober 1942 wurde er auf Anweisung der Gestapo Karlsruhe in das Durchgangslager für ehemalige Fremdenlegionäre in Kislau eingeliefert, was wohl das Strafgefängnis Kislau nahe Karlsruhe war. Nach elf Tagen wurde seine Entlassung in seine Heimatstadt Mannheim zu den „üblichen Bedingungen“ angeordnet. Er erhielt auch seine knapp hundert Reichsmark, die er bei sich gehabt hatte, zurück. Bald wurde er zur Wehrmacht eingezogen. Es gibt Berichte, dass er anschließend zum Dienst an der Ostfront abkommandiert worden sei. Weiter wird berichtet, er habe von dort, möglicherweise erst gegen Kriegsende, einen Flug zurück ins Reich ergattert, weil er als der beliebte Fußballer oder auch als der Ex-Bayern-Stürmer erkannt worden war oder weil er eine leichte Verletzung erlitten hatte, wie anderweitig erzählt wird.
In den deutschen Zeitungen wurden in jenen Jahren einige Berichte mit Bezug auf ihn veröffentlicht. Das Fachblatt Fußball-Woche übermittelte seinen Lesern im September 1942 Grüße von „Ossi Rohr, einst Berufsspieler bei RC. Straßburg“ unter der Rubrik „Von unseren Soldaten“. Im Oktober 1943 wurde berichtet, „Ossi Rohr auf der Durchreise in Straßburg, wird die Mannschaft des Rasensport-Clubs (wie Racing nunmehr genannt wurde) im Spiel gegen TSG Saargemünd verstärken“. Im Spielbericht tauchte er allerdings nicht auf.
„VfR Mannheim mit Ossi Rohr, Langenbein und Striebinger?“ fragten Der Kicker/Fußball in ihrer gemeinsamen Kriegsausgabe vom 18. April 1944, Seite 8, und fahren fort: „Es stehen als beste Elf für die Meisterrunden zur Verfügung: Vetter; Conrad, Krieg (…), Fips Rohr, Ossi Rohr (!), Wilpert, Klee (…) Vielleicht kommt sogar Karl Striebinger in Urlaub.“ Tatsächlich haben dann weder Fips noch Ossi gespielt, auch Striebinger nicht. In der Fachpresse vom Juli 1944 wurde vermerkt, Rohr habe in Landau im Halbfinale des Westmark-Pokals beim 4:2 einer „Landauer Soldatenelf“ gegen den FK Pirmasens mitgewirkt und vor 4.000 Zuschauern zwei Tore erzielt. Im Finale gegen den FV Saarbrücken (1:6) habe er „gefehlt“.

## Nach dem Zweiten Weltkrieg
Bereits in der ersten Hälfte der Saison 1945/46 der Oberliga Süd war er wieder beim VfR Mannheim, wo er in sieben Spielen, drei Tore schoss. Ab etwa Januar 1946 trat er für Schwaben Augsburg an, wo er bei einem 3:1-Sieg gegen seinen früheren Verein FC Bayern ein Tor erzielte. Insgesamt traf er acht Mal in 15 Spielen für die Augsburger. Im Dezember 1945 wurde auch über eine mögliche Rückkehr zum RC Straßburg spekuliert, was auch möglich sei, da er in der Fremdenlegion gedient hätte.
Anfang September 1946 wurde Oskar Rohr in Augsburg durch Militärbehörden verhaftet und nach Straßburg transferiert. In einem Bericht, der kurz und ohne Details seine Verstrickung in eine Spionageangelegenheit mit Rumbold thematisierte, wurde seine Haftentlassung für den 10. Dezember 1946 angekündigt. Rohr verkündete, dass er nicht nach Deutschland zurückkehren, sondern gerne in Frankreich bleiben und spielen wolle, wenn er einen Vertrag erhielte, und verwies dabei auf sein Engagement in der Fremdenlegion. Der Bericht schloss aber, dass es unwahrscheinlich sei, dass Straßburg ihn zurückhaben wolle. Rumbold ließ sich später in Spanien nieder, wo er als Trainer nur wenig erfolgreich war und sich alsbald wieder als Kunstmaler – er war Teil der Hagenbund-Bewegung – betätigte.
Danach folgten zwei Spielzeiten für den FK Pirmasens, mit dem er als Spielertrainer nach seiner ersten Saison aus der zweitklassigen Landesliga Westpfalz zur Saison 1947/48 in die Oberliga Südwest aufgestiegen war. Seine letzte Spielzeit bestritt er 1948/49 in der Oberliga Süd für den SV Waldhof Mannheim, wo er gelegentlich auch mit seinem Neffen Philipp zusammenwirkte.
Seine Kontakte zu Racing Straßburg hat er allerdings in dieser Zeit noch gelegentlich genutzt. So brachte er im November 1949 Spieler auf einer wegen der Besatzungszonen noch beschwerlichen Reise von Mannheim (Amerikanische Besatzungszone) durch die Pfalz (Französische Besatzungszone) und das Saarland (Sonderstatus) nach Straßburg, wo diese für ein Gastspiel gegen Lokomotive Zagreb im Dress von Racing antraten. Der Rekordoberligaspieler des VfR Mannheim, Rudolf de la Vigne, spielte dort als angeblicher Tscheche namens Adamowski; die Maskerade flog dennoch auf und de la Vigne erhielt vom Süddeutschen Fußballausschuss vier Wochen Sperre und 20 DM Geldstrafe wegen „Wildspielens“. Zu dieser Zeit hatte Oskar Rohr seine Spielerkarriere bereits beendet.
Später arbeitete er als Angestellter der Mannheimer Stadtverwaltung. Sein Urnengrab ist auf dem Hauptfriedhof Mannheim. Von 1958 bis 1960 Trainierte er TuRa Ludwigshafen. Er war Ehrenmitglied beim FC Bayern.